# اچ‌ام‌اس اوشن (۱۸۶۲)
اچ‌ام‌اس اوشن (۱۸۶۲) (به انگلیسی: HMS Ocean (1862)) یک کشتی بود که طول آن ۲۷۳ فوت ۱ اینچ (۸۳٫۲ متر) بود. این کشتی در سال ۱۸۶۲ ساخته شد.
اچ‌ام‌اس اوشن در تمام مدتی که در نیروی دریایی بریتانیا خدمت می‌کرد (۱۸۶۷ تا ۱۸۸۲) در آب‌های بریتانیا لنگر نینداخت. این کشتی در نهایت در سال ۱۸۸۲ میلادی فروخته شد.